# 壮泰
壮泰（そうた、1984年12月14日 - ）は、日本のキックボクサー。東京都杉並区出身。身長173.5cm。血液型A型。得意技はミドルキック・マッハフミフミ。駿河台大学出身。
第6代MA日本キックボクシング連盟スーパーライト級王者

## 経歴
双子の弟山本佑機とスーパーツインズとしてMA日本キックボクシング連盟で活躍した元キックボクサー。東京都福生市にある橋本道場に高校3年生から入門し、キックボクシングを始めた。弟の山本佑機(第15代MA日本ライト級王者・初代WBC日本スーパーライト級王者・第2代WMAFスーパーライト級王者)は、壮泰より少し早く入門してキックボクシングを始めた。壮泰は第6代日本スーパーライト級王者であり、王座獲得後、数多くの日本キック界のトップクラスと対戦経験を持つ。現krush63kg級王者の梶原龍児を始め、西山誠人・石井宏樹・大和哲也・河野雄大・遠藤智史と対戦。日タイ国際戦は4度経験しており、マキ・ランサヤーム、タップルワン・ポーチョーローソン、シラー・トーバンセン、カノンスック・ウィラサクレックと対戦し、1勝2敗1分だ。プロ全体の戦績は27戦15勝10敗2分(6KO)。負けた試合はKO負けが多い。原因はくも膜脳胞という生まれつき脳の病気持ちだったようだ。今は引退し、キックボクシングをやっていない。

## 戦績
生涯戦績
27戦15勝10敗2分（6KO）
|                            | 対戦相手                         | 所属                   | 勝敗                         | 大会日、場所                          |
| -------------------------- | -------------------------------- | ---------------------- | ---------------------------- | ------------------------------------- |
| 1 60kg契約                 | 塩沢了太                         | ワタナベ               | 3R KO負け                    | 2003年1月25日 ディファ有明            |
| 2 60kg契約                 | 五十嵐悟                         | 土浦ジム               | 2R KO勝ち                    | 2003年7月13日 ディファ有明            |
| 3 62.5kg契約               | 啓司                             | 千葉ジム               | 3R 判定勝ち                  | 2003年9月23日 袖ヶ浦市                |
| 4 ライト級                 | 関口貴大                         | マイウェイダイケンジム | 3R 判定負け                  | 2004年1月18日 ディファ有明            |
| 5 スーパーライト級         | 基流                             | 拳伸ジム               | 引き分け                     | 2004年3月14日 ディファ有明            |
| 6 ライト級                 | 辺田光徳                         | DENGERジム             | 3R 判定勝ち                  | 2004年6月6日 ディファ有明             |
| 7 60kg契約                 | 長崎秀哉                         | WSR                    | 判定勝ち                     | 2004年12月26日 バトルスフィア東京     |
| 8 62kg契約                 | KING                             | 土浦ジム               | 2R KO勝ち                    | 2005年3月21日 伊勢崎市民第二体育館    |
| 9 ライト級                 | 丸山昌宏                         | 拳伸ジム               | 1R KO勝ち                    | 2005年6月24日 後楽園ホール            |
| 10 ライト級                | 梶原龍児                         | チームドラゴン         | 延長判定勝ち                 | 2005年9月21日 後楽園ホール            |
| 11 62kg契約                | マキ・ランサヤーム               | 真樹ジム               | 判定勝ち                     | 2005年12月4日 大森ゴールドジム        |
| 12 63kg契約                | 藤原王子                         | レグルス池袋ジム       | 1R KO負け                    | 2006年3月5日 ディファ有明             |
| 13 スーパーライト級        | ナックル・ユウジ                 | 契明ジム               | 判定勝ち                     | 2006年8月6日 後楽園ホール             |
| 14 62kg契約                | 水谷秀樹                         | スクランブル渋谷       | 2R TKO負け（本人負傷により） | 2006年9月24日 ディファ有明            |
| 15 スーパーライト級        | 山崎通明                         | 東金ジム               | 4R KO勝ち                    | 2007年4月6日 後楽園ホール             |
| 16 スーパーライト級        | タップルワン・ポーチョーローソン | タイ                   | 1R KO負け                    | 2007年8月12日 後楽園ホール            |
| 17 スーパーライト級        | 渡辺大介                         | マイウェイダイケンジム | 判定勝ち 防衛1               | 2007年12月2日 ディファ有明            |
| 18 スーパーライト級        | シラー・トーバンセン             | タイ                   | 引き分け                     | 2008年1月14日 後楽園ホール            |
| 19 スーパーライト級        | 西山誠                           | アクティブJ            | 1R KO負け                    | 2008年4月29日 ディファ有明            |
| 20 61kg契約                | 及川知浩                         | 及川道場               | 判定勝ち                     | 2008年7月20日 後楽園ホール            |
| 21 62.5kg契約              | 渡辺大介                         | マイウェイダイケンジム | 2R KO勝ち                    | 2008年10月19日 後楽園ホール           |
| 22 TOUITSU62kgトーナメント | 石井宏樹                         | 藤本ジム               | 判定負け                     | 2008年12月23日 神戸ワールド記念ホール |
| 23 ライト級                | 大和哲也                         | 大和ジム               | 1R KO負け                    | 2009年4月13日 ディファ有明            |
| 24 62kg契約                | 河野雄大                         | 武勇会                 | 2R KO勝ち                    | 2009年8月30日 アイデム愛媛            |
| 25 62kg契約                | カノンスック・ウィラサクレック   | WSR                    | 判定負け                     | 2009年11月8日 ディファ有明            |
| 26 ライト級                | 鈴木真治                         | 藤原ジム               | 判定勝ち                     | 2010年3月21日 ディファ有明            |
| 27 ライト級                | 遠藤智史                         | ヌンサヤームジム       | 2R KO負け                    | 2010年6月6日 ディファ有明             |

## 獲得タイトル
- 第6代MA日本キックボクシング連盟スーパーライト級王座